# تالاس، ترکیه
تالاس، ترکیه (انگلیسی: Talas, Turkey) شهری در ترکیه است.